# Broekhuizen (Drenthe)
Broekhuizen is een buurtschap behorend tot de gemeente Meppel. Broekhuizen bestaat uit diverse verspreide boerderijen op dekzandruggen tussen Meppel, Rogat en Koekange. In Broekhuizen bevond zich vroeger het station van Ruinerwold aan de spoorlijn Meppel - Groningen. Ook had de buurtschap een eigen lagere school.

## Geboren
- Albert Polman (1902-1959), medicus